# Trinchera Celeste

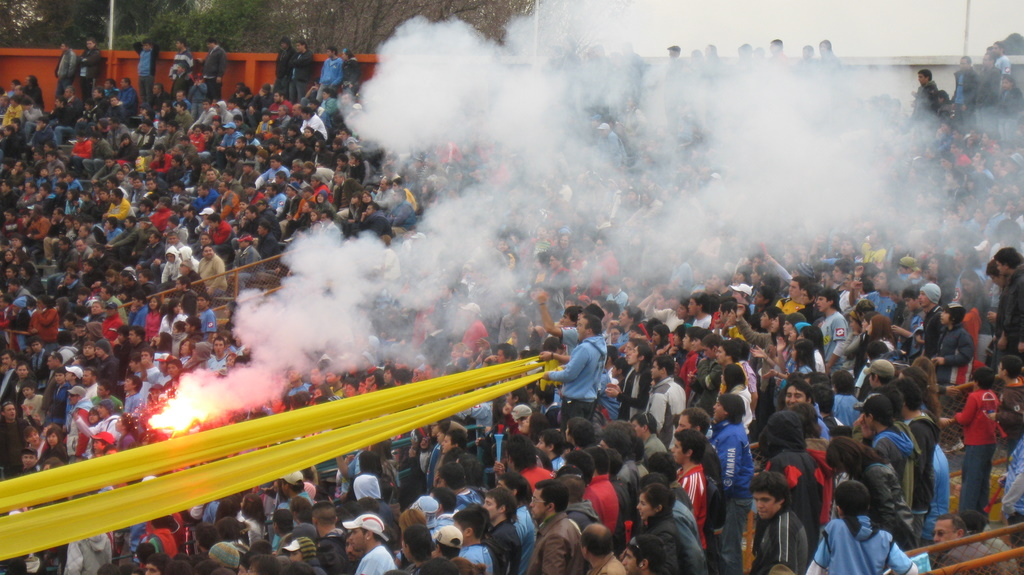
La Trinchera Celeste en 2008.

Trinchera Celeste es el nombre que recibe la principal barra brava, es una de las aficiones más grandes y fieles de Chile  y es partidaria del club O'Higgins de Rancagua. 
Fue fundado el 28 de julio del 2002 durante el partido de O'Higgins y Antofagasta con empate 0-0. Algunas de sus rivalidades de los últimos tiempos serían "Los Panzers" de Santiago Wanderers y La "Furia Roja" de Unión Española. Durante los partidos que O'Higgins juega de local en el Estadio El Teniente, la barra se instala en el sector "Angostura" o actualmente llamado "Galería 16" del estadio. 

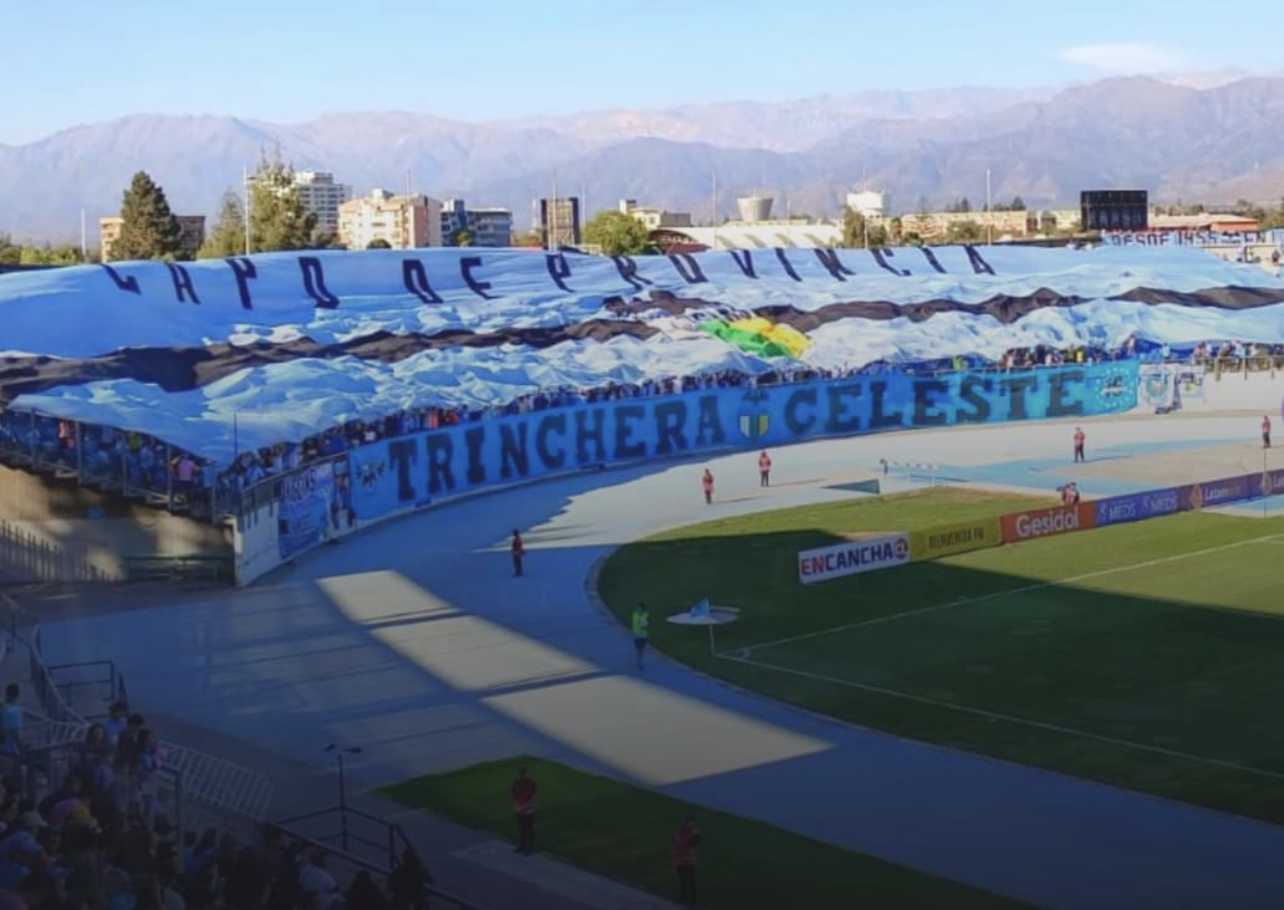
La Trinchera Celeste en 2024.

Su nombre deriva de las trincheras que marcaron el enfrentamiento bélico chileno-español del Desastre de Rancagua el 1 y 2 de octubre de 1818.

## Historia
Un extintor para recibir a los Celestes, esa tarde de julio donde se empezaría a formar lo que es la Trinchera Celeste en la reja el primer lienzo de la barra "O'Higgins Mi Viejo Amigo".
Partieron dos antiguos miembros de los Bohemios Celestes, Claudio Olivos y Alexis Celis deciden cambiar un poquito el ambiente en la angostura, invitan a Francisco Palma a la iniciativa y así partiría un pequeño grupo que se ubicaría en el centro de angostura a alentar a O'Higgins. Empezaron siendo 3 hinchas los fundadores de la trinchera, ahora ya con los hinchas completan lo que es el sector "Galería 16", ex "Angostura". Esta barra destaca por sus salidas (cuando el equipo sale a la cancha), ya sea con globos celestes, extintores de colores, papel picado, y por su adquisición la bandera más grande de Chile la que en su tela dice "Capo de Provincia". Nombre que recibe por sus fieles hinchas que siguen al equipo a donde juegue.
Hoy en día es una de las barras respetadas en regiones, no solo se encuentran hinchas de este club en Rancagua, sino también en varias regiones de Chile como Calama, Talca, Concepción, y sin desconsiderar la Región Metropolitana donde existe una respetada cantidad de adeptos a O'Higgins.
Para la Copa Sudamericana 2012 la barra llegó hasta Asunción logrando una gran concurrencia de hinchas (más de 800) en un partido contra Cerro Porteño destacando la fidelidad que le tiene la barra al equipo.

### Tragedia de Tomé

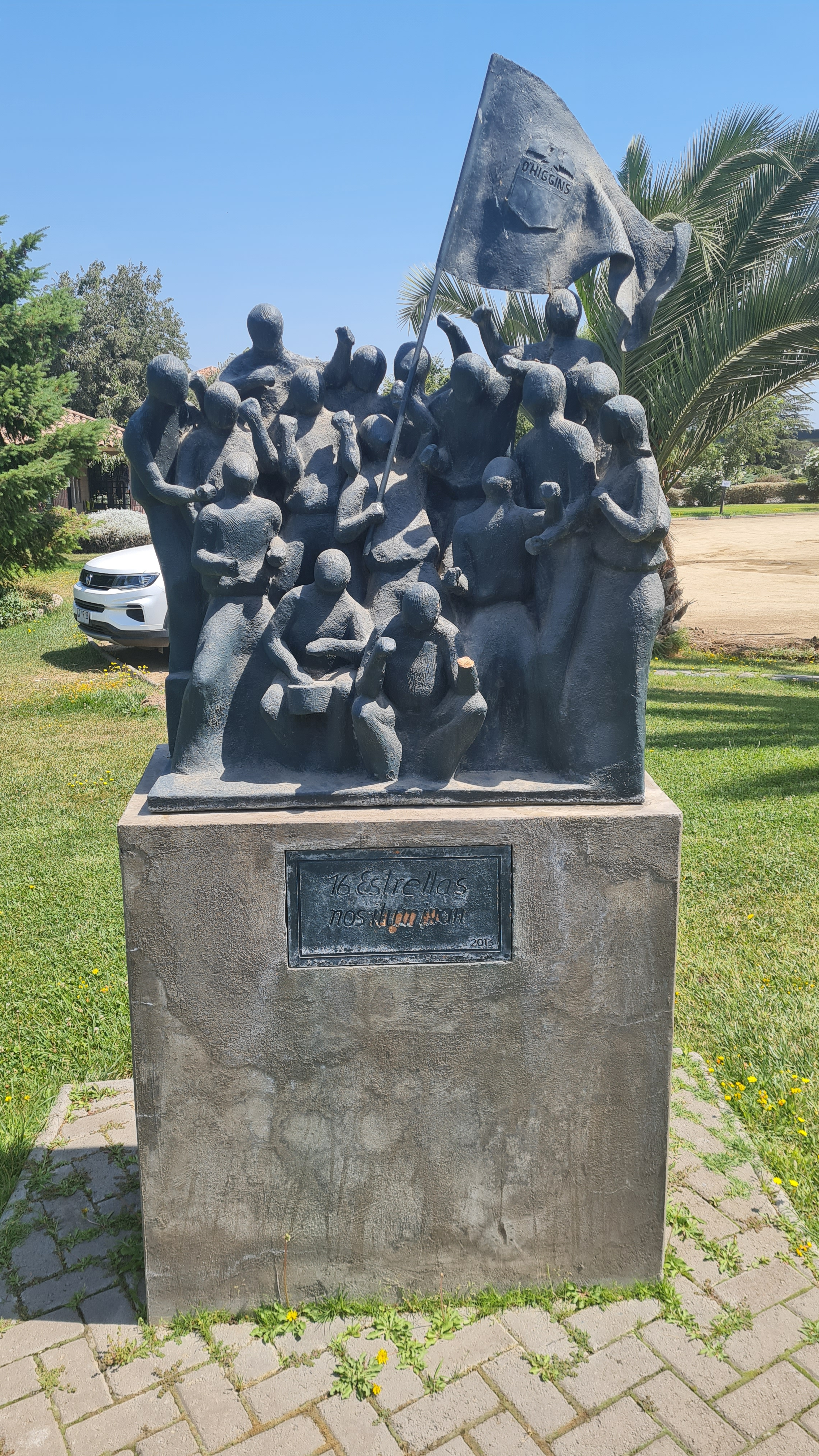
Memorial "16 estrellas nos iluminan" en el Monasterio Celeste, en homenaje a los fallecidos en la tragedia de Tomé.

El 8 de febrero del 2013, O'Higgins debía viajar al Estadio CAP para medirse con Huachipato por la 3° fecha del Torneo Transición, varias horas de viaje cerca de 430 kilómetros separan Rancagua de Talcahuano el partido se jugaba a las 22:00, finalmente el partido fue favorable para los celestes pues se impusieron 2 goles a 0 ante los Acereros con goles de Gonzalo Barriga y Rodrigo Rojas, cabe destacar que el elenco del sur era el campeón vigente del torneo nacional. Una vez finalizado el encuentro los más de 200 hinchas de O'Higgins debían regresar a su ciudad, algunos hinchas de la barra del club Trinchera Celeste tenían presupuestado viajar a Dichato para celebrar el triunfo conseguido. Eran cerca de las 1:00 AM cuando en redes sociales se comentaba que había ocurrido un accidente en la Cuesta Caracoles de Tomé, (autopista de curvas muy cerradas y peligrosas que unen las ciudades de Tomé y Dichato). Después de unas horas se confirmó la noticia y claramente se trataba de los hinchas celestes que habían sufrido un accidente y que el autobús interurbano en el que viajaban cayó a un precipicio de aproximadamente 100 metros. Las primeras informaciones decían que el autobús habría sufrido un calentamiento en las balatas de los frenos que en consecuencia produjo esta tragedia. Finalmente la SIAT de Carabineros de Chile dio a conocer las causas del accidente siendo el desconocimiento de la ruta y el exceso de velocidad. De los 37 hinchas que viajaban en el autobús 16 perdieron la vida en ese lugar y 21 heridos que fueron trasladados a hospitales más cercanos.  Al día siguiente familias de las víctimas y heridos viajaron desde Rancagua a los hospitales para obtener más información de lo que ocurrió.  Dirigentes del club también viajaron al lugar entre ellos Pablo Hoffmann Gerente General y el actual entrenador del Celta de Vigo español Eduardo Berizzo , que en representación del plantel dio las condolencias a las familias afectadas. En Rancagua se realizaron 3 días de luto regional y en canchas de Chile y en otros lugares del mundo se realizaron minutos de silencio. Esta tragedia es el peor desastre que ha ocurrido en la historia del fútbol chileno y dentro de las más tristes a nivel mundial. Incluso equipos de otros países enviaron las condolencias al club e hinchas por el triste momento que pasó. El presidente de la FIFA, Joseph Blatter y el presidente de la Conmebol, Nicolás Leoz

## Rivalidades
Esta barra esta caracteriza por la gran cantidad de adeptos y el uso de elementos gráficos (banderas, lienzos, bombos, etc), y además ha tenido problemas con la barras de provincias como: "Los del Cerro" de Everton, los "Rediablos" de Ñublense ,  los "Marginales" de Curicó Unido y "Los Panzers" de Santiago Wanderers.
También en ocasiones ha tenido problemas con las barras santiaguinas como Los Cruzados (Universidad Católica).

## Hechos destacados
Entre sus acciones de connotación social cabe destacar que todos los años la barra organiza un evento llamado la Navidad Celeste, en el cual llegan cientos de niños hinchas del equipo, en este acto social los integrantes de la barra divierten a los niños con juegos inflables, regalos, incluso invitan a integrantes del plantel oficial para que puedan tener un momento agradable. También la barra realiza  banderazos   en partidos decisivos o importantes en apoyo a O'Higgins generalmente en el centro de entrenamiento Monasterio Celeste.